# 재키 로빈슨
잭 루스벨트 재키 로빈슨(영어: Jack Roosevelt "Jackie" Robinson, 1919년 1월 31일 ~ 1972년 10월 24일)은 20세기 현대 이후에 메이저 리그 베이스볼 역사상 아프리카계 미국인으로서는 처음으로 메이저 리그에서 활약한 선수이다.
1947년부터 1956년까지 로스앤젤레스 다저스의 전신인 브루클린 다저스의 멤버로 활동하였으며, 1962년 야구 명예의 전당에 올랐다. 또한 그는 미국 내의 인종차별을 없애는 데 크게 기여함으로써 메이저 리그 야구 선수들로는 유일하게 전 구단에서 영구 결번으로 지정된 선수이다.
재키 로빈슨이 처음 경기에 뛰었을 때, 상대편은 물론 관중들과 일부 같은 팀 선수들조차 그와 뛰기를 거부했는데, 이유로는 그당시 팽배했던 인종차별주의의 영향으로, 당시 흑인들은 백인들에게 사람으로조차 취급당하지 못하던 시절이었으나, 구단주와 감독의 당시로서는 혁명적인 생각으로 이 결정을 내렸다.
그가 사회 전반에 미친 영향은 대단했는데, 당시 야구가 미국인들의 가장 사랑받는 스포츠였음을 감안한다면, 재키 로빈슨의 메이저 리그 데뷔는 미국내에서 미친 영향은 실로 지대하다고 밖에 말할 수 없다.
그는 1947년 신인상, 1949년에는 내셔널 리그 MVP를 차지했으며, 6번의 올스타 게임 출전기록을 가지고 있다. 또한, 명예의 전당에 입성 가능한 첫 해에(1962년에 헌액. 1957년 1월, 은퇴선언 ~ 은퇴 후 5년) 77.5%의 득표율로 명예의 전당 회원이 되었다.
그는 1947년 4월 15일 당시 브루클린 다저스에서 데뷔했으며, 데뷔시즌에는 처음에는 주로 1루수로 활약했으나 이듬해 1948년시즌부터 본업인 2루수로 자리잡아 매년 2루수로 활약했으며, 1947년부터 1956년까지 다저스에서만 뛰다가 마지막 시즌 뉴욕 자이언츠로 트레이드되었다는 소식을 듣자, 그는 트레이드 거부를 선언하고 은퇴 선언했다.
1972년에 향년 53세를 일기로 세상을 떠났다.
평균타율은 0.311, 총 안타수는 1518개였으며 137개의 홈런을 쳐냈다. 우투우타였으며 훌륭한 주루 센스를 가지고 있었다.
1997년 4월 15일, 입단 50주년을 기념하여 그의 등번호 42번은 로스앤젤레스 다저스를 포함한 전 구단 영구 결번으로 지정되었다.

## 유년시절
재키 로빈슨은 플루와 천연두가 유행하던 1919년 1월 31일에 미국 조지아주의 카이로에서 소작농의 아들로 태어났다. 로빈슨은 다섯 남매 중 막내였고, 중간이름 '루스벨트'는 로빈슨이 태어나기 25일 전에 사망한 시어도어 루스벨트 전 대통령을 기리는 의미를 담고 있다. 1920년 로빈슨의 아버지가 가족들을 버리고 떠난 뒤 남은 가족들은 캘리포니아주의 패서디나로 이주했다. 로빈슨의 어머니는 가족을 부양하기 위해서 궂은 일도 마다하지 않았다. 로빈슨과 그의 가족들은 가난한 지역에서 자랐다는 이유로 많은 기회에서 배제되었다. 그로 인해 로빈슨은 한때 폭력단에 가입하는 등 방황하였으나, 친구 칼 앤더슨이 로빈슨이 바른 길을 가도록 설득했다.

### 존 뮤어 고등학교
1935년, 재키 로빈슨은 워싱턴 중학교(junior high school)를 졸업하고 존 뮤어 고등학교에 입학했다. 재키 로빈슨의 형인 맥 로빈슨은 1936년 베를린 하계올림픽에서 은메달을 차지했는데, 형은 재키 로빈슨의 운동선수로서의 재능을 알아보고는 재키가 스포츠에 흥미를 갖도록 관심과 격려해 주었다. 재키 로빈슨은 뮤어 고등학교 재학 당시, 몇몇 스포츠로 대표팀을 했으며 미식축구와 야구, 육상, 농구에서 두각을 드러냈다. 그는 야구팀에서 유격수와 포수를 담당했고 미식축구팀에서는 쿼터백을 맡았고 농구팀에서는 슈팅 가드를 했다. 또한 육상경기에서 멀리뛰기부문을 우승했다. 또한 테니스팀의 멤버였다.
1936년, 재키 로빈슨은 태평양 연안 흑인 테니스 경기에서 청소년 싱글 부문 챔피언십에서 우승했고 퍼모나 야구 토너먼트 올스타팀에서 후에 명예의 전당에 오른 테드 윌리엄스와 밥 레먼과 함께 활약했다. 1937년 1월 말, 패서디나 스타-뉴스 신문사에서 로빈슨을 "뮤어에서 2년 동안 축구와 야구, 육상, 농구, 테니스에서 활약한 뛰어난 운동선수"라고 보도했다.

### 패서디나 전문대학
뮤어를 졸업한 후, 재키 로빈슨은 패서디나 전문대학(PJC)에 입학해서 그의 운동 경력을 쌓았다. 미식축구팀에서 그는 쿼터백과 세이프티를 담당했다. 그는 야구 팀에서 유격수와 1번 타자를 맡았고, 그의 형 맥의 멀리뛰기 기록을 뛰어넘었다. 뮤어 고등학교 재학 당시에는 그와 함께 경기하는 선수들이 백인이었다. 그는 PJC에서 미식축구를 하다가 당한 팔꿈치 골절상으로 문제가 되어서 군복무 중에 긴급 배치군으로 지연되었다. 그는 다양한 학교 활동들을 감시하는 학생 경찰 조직에 선출되었다. 1938년, 그는 남부 전문대학 야구팀의 선수로 발탁되었고 지역 MVP로 선정되었다. 같은 해, 그는 "학교를 위해 열심히 봉사하고 학문에 힘쓰며 시민으로서의 의무를 다하여 인정받을 가치가 있다"고 상을 받았다.
1938년 1월 25일, 재키 로빈슨은 인종차별을 겪게 되는데 경찰이 흑인 친구를 구금 한것에 대해서 이의를 제기했다는 이유로 경찰에게 체포되었다. 그는 2년의 집행 유예를 선고받았으나 그 사건은 로빈슨에게 인종차별을 반대했다는 명성을 갖게 되었다. PJC에서의 졸업을 앞두고, 로빈슨이 가장 가깝게 여겼던 형인 프랭크 로빈슨이 오토바이 사고로 사망했다. 이 사건은 재키가 가족과 가까운 곳에 지내면서 캘리포니아 대학교 로스앤젤레스에서 운동을 하는 동기가 되었다.

### UCLA와 그 후
1939년 PJC를 졸업하고, 로빈슨은 캘리포니아 대학교 로스앤젤레스 (UCLA)에 입학했다. 그는 UCLA 최초로 발시티 레터에서 네 종목(야구, 농구, 미식축구, 육상)을 우승했다. 그는 그 해 UCLA 미식축구 팀에서 네 명의 아프리카계 미국인 선수 중 한 명이었다. 그 당시 대학 주류 미식축구에서는 흑인 선수를 찾아보기가 힘들었으므로, UCLA 미식축구 팀은 가장 인종차별이 없는 팀이었다. 4학년 때, 로빈슨은 미래에 그의 아내가 될 레이첼 아이섬을 만났다. 1941년, 그의 어머니와 아이섬의 걱정에도 불구하고 그는 졸업을 피하고 캘리포니아에서 정부의 국제청소년협회(NYA) 운동경기 보조 감독으로 취직했다.

## 야구 경력

### 니그로 리그 베이스볼

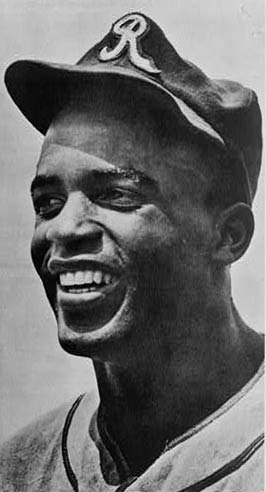
1945년, 니그로 리그 야구 시절.

1945년 초, 재키 로빈슨이 샘 휴스턴 대학에 재학 중일 때, 니그로 리그 야구 구단 캔자스시티 모나크스에서 그에게 니그로 리그 야구에서 야구선수로 뛸 것을 제안했다. 재키 로빈슨은 이를 받아들이고, 월 400달러 (2009년 기준, 4,736달러)로 계약을 했다. 그가 캔자스시티 모나크스에서 선수 생활을 했으나, 재키 로빈슨은 경험이 부족했다. 니그로 리그 야구에서의 바쁜 경기 스케줄은 연인 아이섬과의 관계에 장애가 되었고, 그들은 편지로만 연락을 주고 받을 수밖에 없었다. 그는 1945년, 니그로리그 올스타전에도 참여했다.
시즌 중, 재키 로빈슨은 메이저 리그 베이스볼에 관심이 있었다. 보스턴 레드삭스가 4월 16일에 재키 로빈슨과 흑인 선수들에게 입단 적격 시험을 실시했다. 그러나, 적격시험은 보스턴 시의회 의원을 진정시키려는 작은 소동에 불과했다. 재키 로빈슨은 굴욕감을 느끼며 적격시험장에서 떠났고, 보스턴 레드삭스는 메이저 리그 야구 팀 중에서 등록멤버를 가장 마지막으로 완성했다.
그러나 다른 팀들은 흑인 선수들을 영입하는 것을 진지하게 고려했다. 그 이유는 그 당시 미국 사회에서는 백인이 흑인들을 차별하는 인종차별사회 성향이 강했었기 때문이었다. 이는 메이저 리그 야구 역시 마찬가지였다. 그러나 1940년대 중반, 브루클린 다저스 단장이자 클럽 회장이었던 브렌치 리키는 다저스의 등록멤버로 흑인 선수를 스카웃하기 시작했다. 브렌치 리키는 아프리카계 미국인 선수 목록에서 로빈슨을 선택했고, 로빈슨과 면담을 가졌다. 리키는 자신이 로빈슨을 영입할 경우 그에게 직접적으로 쏟아질 부득이한 인종차별을 견딜 수 있을지 고려했다.
1945년 8월 28일, 유명한 세시간의 대화에서 브렌치 리키는 재키 로빈슨에게, '인종적인 모욕을 당하더라도 화를 삭일 수 있겠느냐'고 물었다. 재키 로빈슨은 깜짝 놀라서 "흑인들이 맞서 싸우는 것을 두려워한다고 생각하십니까?"라고 대답했다. 그러자 리키는 흑인 선수에게는 "맞서 싸우기를 참을 용기가 있어야 한다"고 대답했다. 로빈슨이 "부당한 일들을 감수하겠다"고 약속하자, 리키는 그와 월 600달러로 계약을 맺었다.
이로써 재키 로빈슨은 1880년대 이후, 최초로 내셔널 리그로 진출한 흑인 야구 선수가 되었다. 그가 니그로 리그 야구에서 최고의 선수는 아니었기에, 유능한 흑인 선수인 사첼 페이지와 조시 깁슨은 재키 로빈슨의 발탁에 대해 언짢아 했다.

### 마이너 리그 베이스볼
1946년, 재키 로빈슨은 최상위급 마이너 리그 야구 팀인 몬트리올 로얄즈의 봄 훈련을 위해서 플로리다주의 데이토나비치에 도착했다. 그는 팀원들과 같은 호텔에서 지낼 수 없었기 때문에 지역 흑인 정치가의 집에서 머물렀다. 플로리다 주의 샌포드의 경찰 본부장은 만일 흑인 선수인 재키 로빈슨과 조니 라이트 등이 참여한다면 게임을 취소하겠다고 협박했기 때문에 재키 로빈슨은 데이토나비치에 남았다. 그러나 조명 장치의 문제로 당일 경기가 취소되었다.
브렌치 리키가 계속해서 로비를 한 덕분에, 로얄즈는 재키 로빈슨과 함께 데이토나 해변에서 경기를 할 수 있게 되었다. 이 경기에서 로빈슨은 로얄즈에 데뷔를 한다. 그는 최초의 아프리카계 미국인 마이너리그 선수로 사람들을 고무시켰고, 1880년대에 생성된 메이저 리그의 인종 차별 제도에 맞섰다. 다섯 번의 경기에서 그는 한 번의 스리런 홈런을 포함해 총 네 번의 안타를 쳤고 MVP로 선발되었다.

### 메이저 리그 베이스볼

#### 인종 장벽을 넘어서다(1947년)
이듬해 1947년 시즌이 시작되기 6일 전, 브루클린 다저스는 재키 로빈슨을 메이저 리그 베이스볼로 선발했다. 1947년 4월 15일, 재키 로빈슨은 에베츠 필드에서, 14,000명 이상의 흑인을 포함하여 26,623명의 관중이 지켜보는 와중에 메이저 리그 야구 데뷔를 했다. 이는 1880년대 이후, 최초로 메이저 리그 야구의 인종 장벽을 넘은 선수가 된 것이었다. 로빈슨의 메이저 리그 야구 데뷔는 신문과 백인 메이저 리그 야구 선수들사이에서 긍정적으로 받아들여졌다. 그러나, 몇몇 브루클린 다저스 선수들은 넌지시 로빈슨을 멀리 했다. 그러나 브루클린 다저스의 매니저인 리오 두로쳐가 팀원들에게 "나는 너희들이 동양인이든 흑인이든 얼룩말처럼 줄무니가 있든 상관없다. 나는 이 팀의 매니저이고, 재키 로빈슨은 경기를 잘 하고 있어. 게다가 재키 로빈슨은 우리 구단이 더 많은 돈을 벌어들이게 해준다고. 만약 우리에게 돈이 없다면, 우리들 모두 다른 구단으로 넘겨버릴거야."라고 말하며 인종 차별을 일축했다.
데뷔 첫해 로빈슨은 12개 홈런과 29개의 도루, 125타점으로 시즌을 마무리했다.

#### MVP, 영화
재키 로빈슨을 향한 흑인선수 인종차별은 1948년, 많은 흑인 선수들이 메이저 리그 야구에 영입되면서 완화되었다. 1948년 2월, 로빈슨은 12,500달러로 브루클린 다저스와 계약을 했다. 로빈슨은 내셔널 리그에서 MVP를 수상했으며 처음으로 흑인들이 참여한 올스타전에서 2루수로 활약하였다.
1950년, 로빈슨은 내셔널 리그에서 2루수로 경기를 이끌었다. 그 해, 로빈슨의 삶을 그린 'The Jackie Robinson Story'가 개봉했다. 이 영화는 로빈슨이 직접 본인 역을 연기했다. 이 프로젝트는 로빈슨이 백인에게 훈련받는 장면이 포함된다는 이유로 헐리우드에서 연기되기도 했었다.
후에 2013년 4월 12일 북미에서는 그의 일생을 그린 영화 42가 개봉하였다.

#### 월드 챔피언십과 은퇴
1954년, 재키 로빈슨은 15개의 홈런과 7번의 도루를 기록했다. 그 해 가을, 재키 로빈슨은 1955년 월드 시리즈에서 챔피언십을 거머쥐었다. 팀은 승리를 기뻐했으나 사실 그 해는 재키 로빈슨에게 있어서 가장 부진했던 해였다. 그의 경기 능력이 감소했고 길리암이 2루수를 대신했기 때문에, 로빈슨은 2루수 자리에서 밀려나 외야수나 3루수로 활동했다. 당시 37세였던 그는 49게임 경기에 출전하지 못했으며, 월드 시리즈에서 7경기에 출전하지 못했다.
1956년, 재키 로빈슨은 당뇨 증세를 보이기 시작했고 야구 선수로의 흥미를 상실했다. 1956년 시즌이 끝나고 다저스 구단이 뉴욕 자이언츠로 트레이드하려 하자, 재키 로빈슨은 '영원한 다저스맨'이 될 것을 선언하고 《LOOK》 잡지에 은퇴 관련 이야기를 털어놓으면서 은퇴 결심이 알려지게 되었다.

### 은퇴 후의 인생
로빈슨은 1957년 1월 5일 은퇴했다. 그 해 그의 의사는 재키 로빈슨의 당뇨를 진단했다. 재키 로빈슨은 인슐린 주사를 맞았지만 당시의 의학은 그의 건강 악화를 막기에는 역부족이었는데 메이저리그 첫 해에 받았던 극심한 스트레스가 신체 조직을 약화시킨 데다 사춘기 시절 내내 말썽을 일으킨 큰아들이 약물 치료를 끝낸 이후 1971년 교통사고로 허무하게 사망했던 일 때문에 정신적인 충격을 받아 당뇨병으로 고생했다. 재키 로빈슨은 아프리카계 미국인 최초로 야구 명예의 전당 투표에서 77%로 헌액되어 선출되는 영광을 얻었다. 1965년에는 흑인 최초로 ABC방송국의 주간 메이저 리그 야구 경기 텔레비전 방송을 진행했다. 1957년부터 1964년까지 그는 Chock full o'Nuts 사의 부회장으로 일했으며, 흑인으로서는 최초로 맡은 직급이었다. 재키 로빈슨은 언제나 그의 직업을 아프리카계 미국인의 성장의 발판으로 여겼다.
그는 은퇴 후, 정치적인 활동도 했다. 재키 로빈슨 스스로도 '자신을 정치적인 사람'이라고 정의했다. 또한 마틴 루터 킹 주니어 목사와 함께 흑인 인권운동, 인종차별 폐지 운동 등 참여하여 흑인들의 인권과 인종차별 폐지를 위해 힘썼으며, 그는 존 케네디에게 맞선 리처드 닉슨을 후원했다.
그는 1972년 10월 24일 사망하였다. 오늘날, 그가 선수로 뛰었던 등번호 '42번'은 메이저 리그 30개 전구단에서 영구 결번으로 지정하였고, 매년 재키 로빈슨을 기리는 행사를 열어 그를 기념하고 있다.

## 참고자료
- Lamb, Chris (2006). 《Blackout: The Untold Story of Jackie Robinson's First Spring Training》. Lincoln: University of Nebraska Press. ISBN 978-0-8032-8047-2.